# Mannophryne caquetio
Mannophryne caquetio (лат.) — вид бесхвостых земноводных из семейства Aromobatidae.
Этот вид — эндемик Венесуэлы, ведёт дневной наземный образ жизни, населяет субтропические или тропические влажные низменности лесов и рек на высоте около 800 м над уровнем моря. В 2002 году найден в Национальном парке Куэва-де-ла-Куебрада дель Торо.

## Размножение
Самцы привлекают самок криками, сидя на скалах вдоль ручьёв. Размножаются, предположительно, как и другие представители вида Mannophryne: самки откладывают икру в гнёздах на берегу ручьёв, после вылупления самец переносит головастиков на спине в воду.

## Охрана
Точных данных о численности популяции нет. Включён в Красный список  МСОП как вид, находящийся под угрозой исчезновения. На части ареала определены охранные зоны.